# Вордеккерс, Эдди
Э́дди Во́рдеккерс (нидерл. Eddy Voordeckers, род. 4 февраля 1960, Гел, Антверпен) — бельгийский футболист, игравший на позиции нападающего, в частности, за льежский «Стандард», «Ренн» и «Гент». Участник чемпионата Европы 1984 года в составе национальной сборной Бельгии.

## Клубная карьера
В профессиональном футболе дебютировал в 1976 году за команду второго дивизиона Бельгии «Дист», в которой провёл три сезона, начав получать приглашения в национальную сборную.
Своей игрой за эту команду привлёк внимание представителей тренерского штаба льежского «Стандарда», к которому присоединился в 1979 году. Отыграл за команду из Льежа следующие три сезона своей игровой карьеры. Большую часть времени, проведённого в составе «Стандарда», являлся основным игроком атакующего звена команды. В 1982 году завоевал титул чемпиона Бельгии. В том же году с шестью забитыми голами стал лучшим бомбардиром Кубка обладателей кубков УЕФА 1981/1982 и помог «Стандарду» выйти в финал турнира, где бельгийцы со счётом 1:2 уступили «Барселоне».
В течение 1982—1985 годов защищал цвета клуба «Ватерсхей». После результативного сезона 1985/1986, в котором молодой нападающий забил 11 голов, перешёл во французский «Ренн». Во Франции сначала был игроком основного состава, однако не проявлял высокой результативности и в результате вышел на поле всего 4 раза в сезоне 1986/1987, по результатам которого «Ренн» потерял место в Лиге 1.
С 1987 года в течение трёх сезонов защищал цвета «Гента», а завершал игровую карьеру в «Вестерло», за который выступал в течение 1990—1992 годов. В настоящее время совмещает работу в качестве скаута в бельгийских футбольных клубах и старшего кладовщика в покрасочной мастерской.

## Карьера в сборной
В 1977 году Вордеккерс принял участие в чемпионате Европы до 19 лет и внёс решающий вклад в победу на турнире, забив второй гол в матче против Болгарии (2:1). Вскоре после этого, 20 сентября 1978 года дебютировал в официальных матчах в составе национальной сборной Бельгии в матче против Норвегии (1:1). Однако, несмотря на яркий старт, нападающий пропустил Чемпионат Европы 1980 года в Италии из-за травмы спины, а чемпионат мира 1982 года в Испании из-за проблем с коленом.
В составе сборной был участником чемпионата Европы 1984 года в Франции, где вышел на поле на замену только в решающей игре группового этапа против Дании (2:3). Последний матч за сборную провёл 11 сентября 1985 года в рамках отборочного турнира чемпионата мира 1986 года против Польши (0:0).
Всего в течение карьеры в национальной команде, которая длилась 8 лет, провёл в её форме 22 матча, забив 4 гола.

## Достижения

### Командные
«Стандард» (Льеж)
- Чемпион Бельгии: 1981/1982
- Обладатель Кубка Бельгии: 1980/1981
- Обладатель Суперкубка Бельгии: 1981
- Финалист Кубка обладателей кубков УЕФА: 1981/1982
- Победитель группы Кубка Интертото (2): 1980, 1982

«Гент»
- Победитель плей-офф второго дивизиона: 1988/1989

Сборная Бельгии
- Чемпион Европы (до 19 лет): 1977

### Индивидуальные
- Лучший бомбардир Кубка обладателей кубков УЕФА: 1981/1982